# Списак станица кијевског метроа
Кијевски метро (украјински: Київський метрополітен, романизован: Кијевски метрополитен, ИПА: [ˈкɪјиу̯сјкɪј ˌмɛтропол⁽ј⁾иˈтɛн]) је брзи транзитни систем који служи Кијеву, главни град Украјине, и околном градском подручју. Системом управља компанија Кијевски Метрополитен, државно предузеће које припада Градском вијећу Кијева, и опслужује десет градских четврти Кијева, са аутобуским везама до оближњих локација у Кијевској области. Систем покрива укупну дужину руте од 69,648 километара (43,277 ми), са три сервисне линије и 52 станице. У 2021. години, Кијев Метро је имао годишњу вожњу од 319.3 милиона људи.
Први брзи транзитни систем у Украјини, Кијев Метро првобитно отворен 6. новембра 1960 као један 5.24 км (3.26 мој) линија са пет станица. Ова оригинална линија је постепено проширена да постане садашња Свиатосхyнско-Броварска линија док су две додатне линије, Оболонско-Теремкивска и Сyретско-Печерска, додате у 1971. и 1989. години. Четврта линија, Подилско-Вyхуривска, такође је у изградњи и очекује се да ће бити потпуно отворена до 2030. године.

## Листа станица метро линија
| Свјатошинско–Броварска метро линија (Кијевски метро) (укр. )      |                         |                                                                                       |           |                     |                |                                   |  |
| Назив станице                                                     | Датум отварања          | Ранији називи                                                                         | Дубина, м | Путнички саобраћај, | Приказ станице | Лого                              |  |
| Академгородок (укр. )                                             | 24. маја 2003. год.     | —                                                                                     |           | 46,2                |                | Лого 1 линије                     |  |
| Житомирска (укр. )                                                | 24. маја 2003. год.     | —                                                                                     |           | 36,6                |                | Лого 1 линије                     |  |
| Свјатошин (укр. )                                                 | 5. новембра 1971. год.  | Свјатошино (укр. ) (до 1993. год.)                                                    |           | 36,8                |                | Лого 1 линије                     |  |
| Нивки (укр. )                                                     | 5. новембра 1971. год.  | —                                                                                     |           | 27,1                |                | Лого 1 линије                     |  |
| Берестејска (укр. )                                               | 5. новембра 1971. год.  | Жовтнева (укр. ) (до 1993. год.)                                                      |           | 21,8                |                | Лого 1 линије                     |  |
| Шуљвскаја (укр. )                                                 | 5. новембра 1963. год.  | Завод «Большевик» (укр. ) (до 1993. год.)                                             |           | 28,2                |                | Лого 1 линије                     |  |
| Политехническиј институт (укр. )                                  | 5. новембра 1963. год.  | —                                                                                     |           | 32,2                |                | Лого 1 линије                     |  |
| Вокзаљнаја (укр. )                                                | 6. новембра 1960. год.  | —                                                                                     |           | 68,3                |                | Лого 1 линије                     |  |
| Университет (укр. )                                               | 6. новембра 1960. год.  | —                                                                                     |           | 23,9                |                | Лого 1 линије                     |  |
| Театраљнаја (укр. )                                               | 6. новембра 1987. год.  | Ленинская (укр. ) (до 1993. год.)                                                     |           | 17,8                |                | Лого 1 линије                     |  |
| Крешатик (укр. )                                                  | 6. новембра 1960. год.  | —                                                                                     |           | 39,1                |                | Лого 1 линије                     |  |
| Арсенаљнаја (укр. )                                               | 6. новембра 1960. год.  | —                                                                                     |           | 26,1                |                | Лого 1 линије                     |  |
| Днепр (укр. )                                                     | 6. новембра 1960. год.  | —                                                                                     |           | 3,0                 |                | Лого 1 линије                     |  |
| Гидропарк (укр. )                                                 | 5. новембра 1965. год.  | —                                                                                     | +5,5      | 6,9                 |                | Лого 1 линије                     |  |
| Ливобережнаја (укр. )                                             | 5. новембра 1965. год.  | —                                                                                     |           | 52,6                |                | Лого 1 линије                     |  |
| Дарница (укр. )                                                   | 5. новембра 1965. год.  | —                                                                                     |           | 51,8                |                | Лого 1 линије                     |  |
| Черниговская (укр. )                                              | 4. октобра 1968. год.   | Комсомольская (укр. ) (до 1993. год.)                                                 |           | 43,6                |                | Лого 1 линије                     |  |
| Леснаја (укр. )                                                   | 5. децембра 1979. год.  | Пионерская (укр. ) (до 1993. год.)                                                    |           | 66,9                |                | Лого 1 линије                     |  |
| Облонско–Теремкивска линија (укр. Оболонсько-Теремківська лінія ) |                         |                                                                                       |           |                     |                |                                   |  |
| Назив станице                                                     | Датум отварања          | Ранији називи                                                                         | Дубина, м | Путнички саобраћај, | Приказ станице | Схема линија                      |  |
| Героев Днепра (укр. )                                             | 6. новембра 1982. год.  | —                                                                                     |           | 37,5                |                | Облонско–Теремкивска метро линија |  |
| Минская (укр. )                                                   | 6. новебра 1982. год.   | —                                                                                     |           | 50,8                |                | Облонско–Теремкивска метро линија |  |
| Оболоњ (укр. )                                                    | 19. децембра 1980. год. | Проспект Корнейчука (укр. ) (до 1990 года)                                            |           | 40,4                |                | Облонско–Теремкивска метро линија |  |
| Почајна (укр. )                                                   | 19. децембра 1980. год. | Петровка (укр. ) (до 2018. год.)                                                      |           | 53,3                |                | Облонско–Теремкивска метро линија |  |
| Тараса Шевченка (укр. )                                           | 19. децембра 1980. год. | —                                                                                     |           | 16,5                |                | Облонско–Теремкивска метро линија |  |
| Контрактоваја плошчад (укр. )                                     | 17. децембра 1976. год. | Црвени трг (укр. ) (до 1990. год.)                                                    |           | 41,3                |                | Облонско–Теремкивска метро линија |  |
| Почтоваја плошчад (укр. )                                         | 17. децембра 1976. год. | —                                                                                     |           | 11,5                |                | Облонско–Теремкивска метро линија |  |
| Мајдан Незалежности (укр. )                                       | 17. децембра 1976. год. | Трг Калинина (укр. ) (до 1977. год.) Трг октобарске револуције (укр. ) (до 1991 года) |           | 39,6                |                | Облонско–Теремкивска метро линија |  |
| Плошчад Украинских Героев (укр. )                                 | 19. децембра 1981. год. | Трг Лава Толстоја (укр. ) (до 2023. год.)                                             |           | 29,3                |                | Облонско–Теремкивска метро линија |  |
| Олимпијскаја (укр. )                                              | 19. децембра 1981. год. | Републички стадион (укр. ) (до 2011. год.)                                            |           | 31,3                |                | Облонско–Теремкивска метро линија |  |
| Дворец Укрјаина (укр. )                                           | 30. децембра 1984. год. | Красноармейская (укр. ) (до 1993. год.)                                               |           | 21,0                |                | Облонско–Теремкивска метро линија |  |
| Љибедскаја (укр. )                                                | 30. децембра 1984. год. | Џержинскаја (укр. ) (до 1993. год.)                                                   |           | 28,5                |                | Облонско–Теремкивска метро линија |  |
| Демиевскаја (укр. )                                               | 15. децембра 2010. год. | —                                                                                     |           | 18,7                |                | Облонско–Теремкивска метро линија |  |
| Голосевскаја (укр. )                                              | 15. децембра 2010. год. | —                                                                                     |           | 16,8                |                | Облонско–Теремкивска метро линија |  |
| Васиљковскаја (укр. )                                             | 15. децембра 2010. год. | —                                                                                     |           | 25,9                |                | Облонско–Теремкивска метро линија |  |
| Виставочњиј центр (укр. )                                         | 27. децембра 2011. год. | —                                                                                     |           | 21,5                |                | Облонско–Теремкивска метро линија |  |
| Иподром (укр. )                                                   | 25. октобра 2012. год.  | —                                                                                     |           | 9,0                 |                | Облонско–Теремкивска метро линија |  |
| Теремки (укр. )                                                   | 6. новембра 2013. год.  | —                                                                                     |           | 9,0                 | 100x100пкс     | Облонско–Теремкивска метро линија |  |
| Сиретско–Печерска метро линија (Кијевски метро) (укр. )           |                         |                                                                                       |           |                     |                |                                   |  |
| Назив станице                                                     | Датум отворења          | Ранији називи                                                                         | Дубина, м | Путнички саобраћај, | Приказ станице | Схема линија                      |  |
| Сирец (укр. )                                                     | 14. октобра 2004. год.  | —                                                                                     |           | 10,6                |                | Сиретско–Печерска метро линија    |  |
| Дорогожичи (укр. )                                                | 30. марта 2000. год.    | —                                                                                     |           | 18,5                |                | Сиретско–Печерска метро линија    |  |
| Лукљановскаја (укр. )                                             | 30. децембра 1996. год. | —                                                                                     |           | 44,3                |                | Сиретско–Печерска метро линија    |  |
| Золоти ворота (укр. )                                             | 31. децембра 1989. год. | —                                                                                     |           | 19,9                |                | Сиретско–Печерска метро линија    |  |
| Дворец спорта (укр. )                                             | 31. децембра 1989. год. | —                                                                                     |           | 17,5                |                | Сиретско–Печерска метро линија    |  |
| Кловскаја (укр. )                                                 | 31. децембра 1989. год. | Мечникова (укр. ) (до 1993 года)                                                      |           | 12,3                |                | Сиретско–Печерска метро линија    |  |
| Печерскаја (укр. )                                                | 27. децембра 1997. год. | —                                                                                     |           | 24,7                |                | Сиретско–Печерска метро линија    |  |
| Зверинецкаја (укр. )                                              | 30. децембра 1991. год. | Дружбы Народов (укр. ) (до 2023. год.)                                                |           | 24,7                |                | Сиретско–Печерска метро линија    |  |
| Видубичи (укр. )                                                  | 30. децембра 1991. год. | —                                                                                     |           | 36,0                |                | Сиретско–Печерска метро линија    |  |
| Славутич (укр. )                                                  | 30. децембра 1992. год. | 一                                                                                    |           | 6,3                 |                | Сиретско–Печерска метро линија    |  |
| Осокорки (укр. )                                                  | 30. децембра 1992. год. | —                                                                                     |           | 16,5                |                | Сиретско–Печерска метро линија    |  |
| Позњаки (укр. )                                                   | 28. децембра 1994. год. | —                                                                                     |           | 38,8                |                | Сиретско–Печерска метро линија    |  |
| Харковскаја (укр. )                                               | 28. децембра 1994. год. | —                                                                                     |           | 30,9                |                | Сиретско–Печерска метро линија    |  |
| Вирлица (укр. )                                                   | 4. марта 2006. год.     | —                                                                                     |           | 7,4                 |                | Сиретско–Печерска метро линија    |  |
| Бориспољскаја (укр. )                                             | 23. августа 2005. год.  | —                                                                                     |           | 17,0                |                | Сиретско–Печерска метро линија    |  |
| Красњиј хутор (укр. )                                             | 23. маја 2008. год.     | —                                                                                     |           | 5,0                 |                | Сиретско–Печерска метро линија    |  |

## Станице у изградњи и планиране станице
| Сиретско-Печерска линија (укр. )   |                               |                                        |        |                       |                                     |
| Назив будуће станице               | Датум отворења (план)         | Називи претходних пројеката            | Дубина | Приказ станице        | Схема линије                        |
| Маршала Гречко (укр. )             | послије 2025 год.             | —                                      |        | —                     |                                     |
| Виноградарска (укр. )              | послије 2025. год.            | —                                      |        | —                     |                                     |
| Варшавскаја (укр. Варшавська)      | после 2025 года               | Проспект Правде (укр. ) до 2023. год.  |        | —                     |                                     |
| Мостицкаја (укр. )                 | послије 2025. год.            | —                                      |        | —                     |                                     |
| Лавовскаја брама (укр. )           | в перспективе после 2031 года | — (В нынешнее время станция заброшена) |        | — (Сада је напуштена) |                                     |
| Теличка (укр. )                    | в перспективе после 2033 года | — (Тренутно, станица је напуштена)     |        | — (Сада је напуштена) |                                     |
| Подољско–Вихуривска линија (укр. ) |                               |                                        |        |                       |                                     |
| Назив будуће станице               | Датум отварања (план)         | Називи претходних пројеката            | Дубина | Приказ станице        | Схема линије                        |
| Братиславскаја (укр. )             | 2029.                         | —                                      |        | —                     | Шаблон:Подољско-Вигуровскаја линија |
| Булевар Перова (укр. )             | 2027                          | —                                      |        | —                     | Шаблон:Подољско-Вигуровскаја линија |
| Радужнаја (укр. )                  | 2027                          | —                                      |        | —                     | Шаблон:Подољско-Вигуровскаја линија |
| Залив Десјенка (укр. )             | 2027                          | —                                      |        | —                     | Шаблон:Подољско-Вигуровскаја линија |
| Труханов Остров (укр. )            | 2027                          | —                                      |        | —                     | Шаблон:Подољско-Вигуровскаја линија |
| Судостроитељнаја (укр. )           | 2027                          | —                                      |        | —                     | Шаблон:Подољско-Вигуровскаја линија |
| Подољскаја (укр. )                 | 2027                          | —                                      |        | —                     | Шаблон:Подољско-Вигуровскаја линија |
| Глубочицкаја (укр. )               | 2027                          | —                                      |        | —                     | Шаблон:Подољско-Вигуровскаја линија |
| Плошчад Победе (укр. )             | 2027                          | —                                      |        | —                     | Шаблон:Подољско-Вигуровскаја линија |
| Вокзаљнаја (укр. )                 | 2027                          | —                                      |        | —                     | Шаблон:Подољско-Вигуровскаја линија |
| Соломенскаја плошчад (укр. )       | 2027.                         | —                                      |        | —                     | Шаблон:Подољско-Вигуровскаја линија |
| Чоколовскаја (укр. )               | 2027.                         | —                                      |        | —                     | Шаблон:Подољско-Вигуровскаја линија |
| Аеропорт (укр. )                   | послије 2030. год.            | —                                      |        | —                     | Шаблон:Подољско-Вигуровскаја линија |
| Кољцеваја дорога (укр. )           | после 2030 года               | 一                                     |        | —                     | Шаблон:Подољско-Вигуровскаја линија |
| Ливобережна линија (укр. )         |                               |                                        |        |                       |                                     |
| Назив будуће станице               | Датум отворења (план)         | Називи претходних пројеката            | Дубина | Приказ станице        | Схема линије                        |
| Улица Милославскаја (укр. )        | 2031                          | —                                      |        | —                     | Шаблон:Ливобережна линија           |
| Улица Цветаевој (укр. )            | 2031.                         | —                                      |        | —                     | Шаблон:Ливобережна линија           |
| Улица Сабурова (укр. )             | 2031.                         | —                                      |        | —                     | Шаблон:Ливобережна линија           |
| Улица Драјзера (укр. )             | 2031.                         | —                                      |        | —                     | Шаблон:Ливобережна линија           |
| Улица Каштановаја (укр. )          | 2031.                         | —                                      |        | —                     | Шаблон:Ливобережна линија           |
| Проспект Ватутина (укр. )          | 2031.                         | —                                      |        | —                     | Шаблон:Ливобережна линија           |
| Огороднаја (укр. )                 | 2035.                         | —                                      |        | —                     | Шаблон:Ливобережна линија           |
| Днепровскаја (укр. )               | 2035                          | —                                      |        | —                     | Шаблон:Ливобережна линија           |
| Броварској проспект (укр. )        | 2035.                         | —                                      |        | —                     | Шаблон:Ливобережна линија           |
| Проспект Восоединенија (укр. )     | 2041                          | —                                      |        | —                     | Шаблон:Ливобережна линија           |
| Березњаки (укр. )                  | 2041                          | —                                      |        | —                     | Шаблон:Ливобережна линија           |
| Улица Здолбуновская (укр. )        | 2041                          | —                                      |        | —                     | Шаблон:Ливобережна линија           |
| Улица Анњи Ахматовој (укр. )       | 2041                          | —                                      |        | —                     | Шаблон:Ливобережна линија           |
| Проспект Бажана (укр. )            | 2041.                         | —                                      |        | —                     | Шаблон:Ливобережна линија           |
| Улица Колекторнаја (укр. )         | 2041                          | —                                      |        | —                     | Шаблон:Ливобережна линија           |
| Осокорки-Центраљње (укр. )         | 2041.                         | —                                      |        | —                     | Шаблон:Ливобережна линија           |
| Осокорки-Јужње (укр. )             | 2041.                         | —                                      |        | —                     | Шаблон:Ливобережна линија           |

## Трансфер чворишта
- Крешчатик - Трг независности
- Театрална - Златна капија
- Трг украјинских хероја - Палата спорта
- Вокзалнаја – Вокзалнаја (у будућности)
- Левобережнаја – Броварска авенија (у будућности)
- Тарас Шевченко - Подолскаја (у будућности)
- Позњаки - Авенија Бажана (у будућности)
- Лукјановскаја - Глубочитскаја (у будућности)

## Инфраструктура Кијевског метроа

### Мапа Кијевског метроа
- Лого Кијевског метроа
- Мапа руте кијевског метроа за фебруар 2008. у СВГ формату, према званичној мапи рута.[13]